# Glochidion lanceisepalum
Glochidion lanceisepalum är en emblikaväxtart som beskrevs av Elmer Drew Merrill. Glochidion lanceisepalum ingår i släktet Glochidion och familjen emblikaväxter. Inga underarter finns listade i Catalogue of Life.